# Wilhelm Varnholt
Wilhelm Varnholt (* 3. Juni 1925 in Gütersloh; † 5. April 1983 in Malindi, Kenia) war ein deutscher Politiker (SPD).

## Leben
Wilhelm Varnholt trat nach der Realschule eine Verwaltungslehre an. Nach dem Kriegsdienst im 2.Weltkrieg machte er nebenberuflich ein Studium und begann seine berufliche Laufbahn als Inspektor bei der Stadt Gütersloh. 1956 wurde er Kämmerer in Gladbeck und 1964 Direktor der Kämmerei in Mannheim. 1968 wurde er in der Schwesterstadt Ludwigshafen am Rhein zum Finanz-Bürgermeister und Kämmerer gewählt. 1973 kehrte er nach Mannheim zurück, als ihn der Gemeinderat zum Ersten Bürgermeister und Dezernent für Finanzen und Wohnungsbau wählte. 1980 gewann er im zweiten Wahlgang die Wahl zum Oberbürgermeister von Mannheim gegen Roland Hartung (CDU) und amtierte bis zu seinem Tod 1983. Während eines Safari- und Erholungsurlaubs in Kenia unternahm er mit einem Freund eine achttägige Tour durch das kenianische Bergland. Zurück im Hotel verstarb er an einem Herzinfarkt.
Varnholt war verheiratet mit Anita (1930–2015).

## Politik

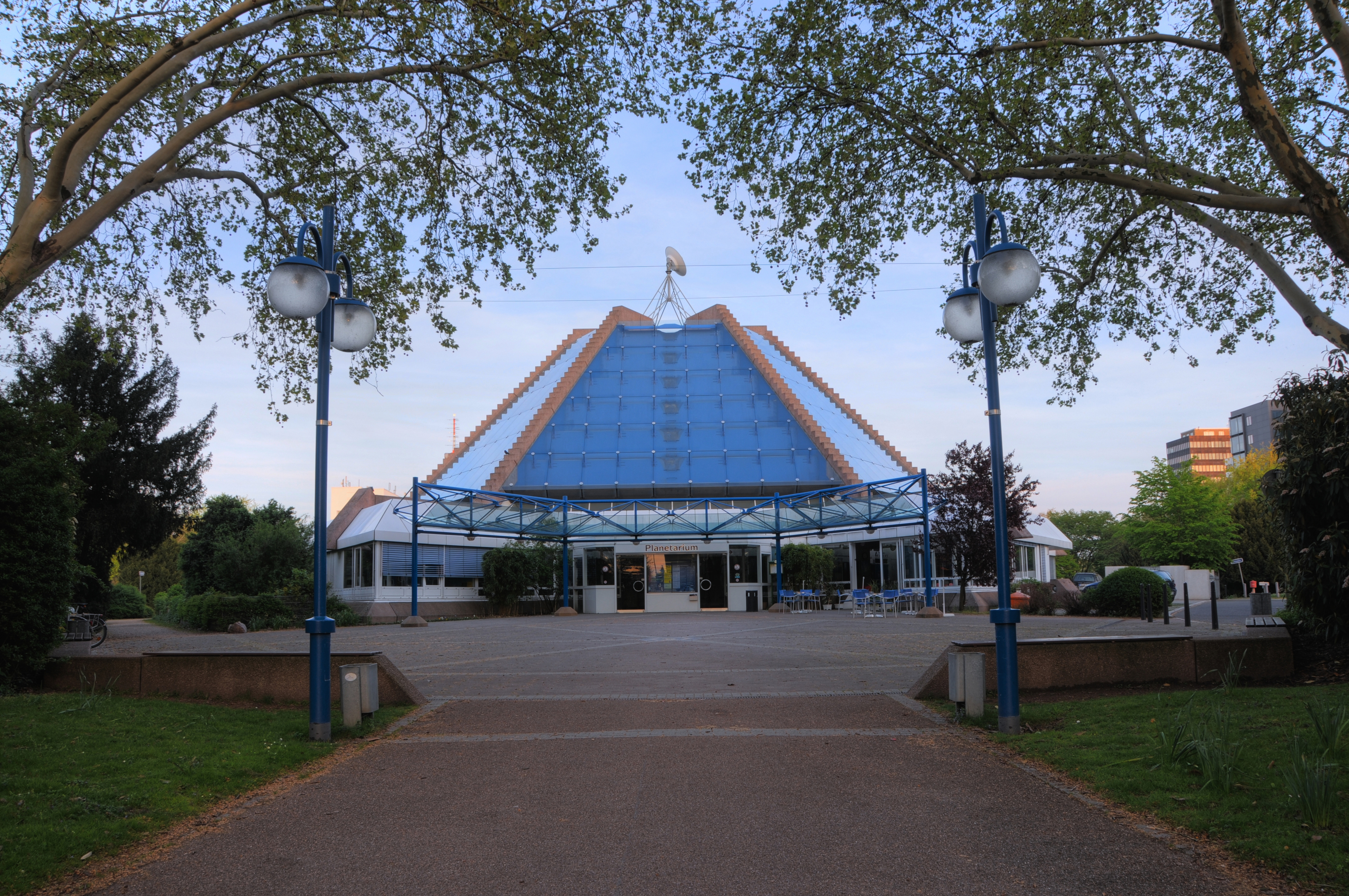
Das Planetarium wurde 1984 eröffnet.

Als Kämmerer war Varnholt in den 1970ern für die Finanzierung einer Reihe von Großprojekten in Mannheim verantwortlich, wie die Bundesgartenschau 1975, die Erweiterung des Rosengartens und die Einrichtung von Fußgängerzonen in der Innenstadt.
In seine relativ kurze Amtszeit als Oberbürgermeister fiel der Neubau des Planetariums und die Erweiterung der Kunsthalle. Begonnen und weitergeführt wurden die Planungen zur Verlegung des Maimarkts und der Errichtung des Landesmuseums für Technik und Arbeit.
Überschattet wurde die Amtszeit von der zweiten Ölkrise, die zu einer Rezession mit steigenden Arbeitslosenzahlen und sinkenden Steuereinnahmen führte. Der städtische Haushalt musste daher streng konsolidiert werden.
Während des 375-jährigen Stadtjubiläums stürzte 1982 ein Hubschrauber mit Fallschirmspringern aus Mannheim und den Partnerstädten Toulon und Swansea ab und 46 Menschen starben. Varnholt sagte daraufhin alle weiteren Feierlichkeiten ab.

## Ehrungen
Die Universität Mannheim verlieh Varnholt die Universitätsmedaille in Gold. Die Stadt Mannheim benannte nach seinem Tod 1984 einen Platz nach ihm, 1986 umbenannt in Wilhelm-Varnholt-Allee.